# Dan Fogelberg
Pour les articles homonymes, voir Fogelberg.
Dan Fogelberg (né Daniel Grayling Fogelberg) est un chanteur (auteur, compositeur, interprète, musicien et réalisateur) né le 13 août 1951 à Peoria, dans l'État de l'Illinois, et décédé le 16 décembre 2007 à Deer Isle, dans l'État du Maine, aux États-Unis.

## Biographie

### Les débuts (1968-1973)
Dan Fogelberg débute très jeune dans le métier. À 14 ans, en 1965, il joue du piano et de la guitare, et compose déjà ses premières chansons. Las des études, il quitte en 1969 l'Université de l'Illinois où il étudiait les arts, la musique, la peinture et le théâtre afin de créer ses premiers groupes musicaux, la formation The Clan d'abord, puis le groupe The Coachmen avec lequel il enregistre son premier 45 tours. Remarqué en concert par un producteur de la compagnie Columbia Records en 1971, on lui fait signer un contrat et Dan enregistre son premier album à Nashville au Tennessee, le microsillon Home Free qui paraît l'année suivante, en 1972. Parmi les musiciens qui participent à ce premier album de Dan Fogelberg figurent les légendaires Buffy Sainte-Marie, Joe Walsh et Jackson Browne. Le disque se signale par les chansons To the Morning, Looking for a Lady et Anyway I Love You.

### La consécration (1974-1978)
Deux ans plus tard, en 1974, Dan Fogelberg quitte sa compagnie de disque et signe un contrat à long terme avec Epic Records, une filiale de la CBS Records (qui formeront bien des années plus tard la compagnie Sony Music, là où se retrouve aujourd'hui presque tout le catalogue musical de Fogelberg). Il enregistre son deuxième album intitulé Souvenirs et le premier extrait du disque, la chanson Part of the Plan, lance officiellement la carrière de l'artiste en le positionnant confortablement au palmarès des meilleures ventes d'albums. En effet, Souvenirs se vend à plus de deux millions d'exemplaires, et parmi les producteurs de l'album, on note la présence de Don Henley du groupe The Eagles. D'ailleurs, à la demande de Henley, Dan Fogelberg accompagne le groupe pour une tournée majeure partout aux États-Unis en 1974-1975. Sur Souvenirs se retrouvent également les chansons As the Raven Flies, Illinois et surtout There's a Place in the World for a Gambler que Fogelberg adore interpréter sur scène. À la fin de l'année 1975, le chanteur enregistre son troisième album, Captured Angel (en), qui contient notamment les titres suivants : Old Tennessee, The Last Nail et Next Time. L'opus se vend bien et ne tarde pas à être certifié « disque platine ».
Si Dan Fogelberg aime chanter, c'est toutefois sur scène qu'il aime d'abord et avant tout se retrouver. Habile pianiste et talentueux guitariste, c'est sur scène qu'il donne la pleine mesure de son talent. C'est pour cette raison qu'il tarde parfois à lancer de nouveaux disques. Ainsi, il va mettre presque deux ans à la préparation de son quatrième album, qui voit finalement le jour à l'été 1977. Le microsillon Nether Lands enregistré dans le Colorado s'écoule rapidement et se retrouve certifié « disque double platine ». Il contient les chansons Dancing Shoes, Promises Made et la magnifique Nether Lands, qui donne son titre à l'album. Le flûtiste jazz Tim Weisberg participe à l'album, et les deux artistes s'entendent à merveille. Au point même qu'ils décident de collaborer de façon plus intime à un nouveau projet. Ils travaillent donc ensemble à la réalisation du prochain 33 tours de Dan Fogelberg intitulé Twin Sons of Different Mothers qui voit le jour à l'automne 1978. Le disque est un autre succès (un million de copies s'envolent dès sa sortie), et la chanson The Power of Gold grimpe rapidement les échelons des divers palmarès. Quelques pièces instrumentales aux allures presque classiques se retrouvent aussi sur l'album, dont la très belle mélodie Paris Nocturne.

### Les plus grands succès (1979-1989)
Dan Fogelberg consacre la totalité de l'année 1979 à la réalisation de son sixième album qui paraît finalement à la fin de l'année. Intitulé Phoenix, le disque obtient un succès phénoménal et se retrouve en troisième position des meilleures ventes. Le premier extrait du disque, la chanson Longer, se vend à elle seule à plus d'un million de copies et se retrouve en deuxième position des palmarès. Ce sera sans doute la chanson la plus populaire de l'artiste, et l'un des succès majeurs de l'histoire de la chanson américaine. L'album Phoenix sera aussi le seul disque de Fogelberg à se retrouver sur les palmarès du Royaume-Uni. Il contient aussi les succès Heart Hotels et Beggar's Game ainsi que la chanson "Face the Fire" pour laquelle Fogelberg fait don de la totalité des redevances (royalties) dudit titre à la "Campaign for Economic Democracy Education Fund" afin de promouvoir l'énergie solaire au lieu du nucléaire. L'artiste devient alors engagé et n'hésite pas un seul instant à s'impliquer activement aux divers mouvements créés pour défendre et protéger l'environnement. Dan Fogelberg a d'ailleurs tenté l'aventure californienne en 1973-1974 mais il n'a pas tardé à s'installer dans le Colorado dès l'année 1975 afin de fuir le rythme de vie un peu trop frénétique de Los Angeles et de la Californie en général.
En 1980, Dan Fogelberg se lance dans un projet fort ambitieux : celui de réaliser un album double ! Le projet, qui aurait pu s'avérer un échec total, est finalement un parfait triomphe. L'album double "The Innocent Age", après deux ans de préparation et contenant dix-sept nouvelles chansons, est donc lancé en octobre 1981. Il contient pas moins de sept succès : "Leader of the Band" (chanson écrite pour rendre hommage à son père), "Same Old Lang Syne", "Hard to Say", "Run for the Roses", "Nexus", "Times Like These" et "Only the Heart May Know" (chanson interprétée en duo avec Emmylou Harris). Après le succès retentissant de l'album double "The Innocent Age", Fogelberg participe le 6 juin 1982 à un événement anti-nucléaire, le rallye "Peace Sunday - We Have a Dream", devant 85,000 personnes à Pasadena en Californie, auprès de Bob Dylan, Stevie Wonder, Joan Baez et Jackson Browne. La même année, la compilation "Greatest Hits" est lancée, et Dan Fogelberg y incorpore deux nouvelles chansons jamais publiées auparavant et qui deviennent elles aussi des succès : "Missing You" et "Make Love Stay". La compilation se vendra, au fil des années à venir, à plus de trois millions d'exemplaires.
En 1983, Dan Fogelberg donne une de ses rares interviews à la radio et l'événement est si important que l'on décide de le publier sous forme d'album double ! C'est la naissance du disque "Interchords" qui, en plus des propos de l'artiste, contient la plupart de ses succès. La même année, il réalise et produit l'album "Beauty Lies" de son ami Michael Brewer (anciennement de "Brewer & Shipley") et enregistre pour lui-même l'album "Windows and Walls" qu'il publie en mars 1984. Plus rock que les précédents disques de l'artiste, le microsillon contient les succès "The Language of Love", "Sweet Magnolia and the Travelling Salesman" et la délicieuse ballade "Believe in Me" qui obtient un bon succès commercial sur les radios FM. Fogelberg repart aussitôt en tournée et inspiré par le "Telluride Bluegrass Festival" qu'il visite au printemps 1985, l'auteur-compositeur entre en studio et enregistre pour la première fois un album de country traditionnel intitulé "High Country Snows" qui est bien reçu tant par la critique que par le public. Les chansons "Go Down Easy" et "Mountain Pass" s'installent doucement au palmarès des meilleures ventes.
Après une pause bien méritée en 1986, Dan Fogelberg retrouve le chemin des studios et enregistre un album au son plus rock et plus moderne encore que les précédents, et plus sombre aussi puisqu'il y parle de son récent divorce d'avec son épouse Maggie. L'album "Exiles", dont la parution se fera en juin 1987, sait très bien trouver sa voie et de nombreux succès en sont d'ailleurs issus, dont "Lonely in Love", "Seeing You Again", "She Don't Look Back" et "The Way It Must Be", ainsi que la chanson "Beyond the Edge" qui sera aussi la chanson thème du film du même nom du réalisateur Warren Miller. Dan profite de cette période de bouleversement pour se faire un petit changement de look; l'homme barbu, chevelu et toujours vêtu de jeans qu'il a été jusqu'à présent, cède maintenant la place à l'homme bien rasé et bien habillé. Mais l'habit ne fait pas le moine, et bien au contraire dans son cas puisque le chanteur va désormais radicaliser ses propos et s'engager davantage dans la protection de la planète et la reconnaissance des droits des Premières Nations.

### Les grandes thématiques (1990-1998)
En 1990, Dan Fogelberg effectue un retour avec un album fort recherché et presque entièrement consacré à la protection de l'environnement, des forêts, des océans, etc. et pour ce faire, il fait appel à Bruce Cockburn et à David Crosby qui acceptent volontiers de contribuer à l'album en question, qui porte le titre de "The Wild Places". Se retrouvent sur le disque les chansons "Rhythm of the Rain", "Song of the Sea", "Lovers In a Dangerous Time", "Forefathers", "The Spirit Trail" et l'excellente pièce "Even On" qui apporte une touche "new age" au premier disque compact du chanteur. L'année suivante, en 1991, Dan entreprend une très grosse tournée nord-américaine dans laquelle il chante les chansons de son dernier album ainsi que ses plus grands succès. Cette série de concerts sera portée sur CD ("Dan Fogelberg Live : Greetings from the West") ainsi que sur DVD et sur vidéocassette. Le 1er août de l'année 1992, alors qu'il est en tournée dans l'est des États-Unis, Dan reçoit un hommage de la part du sénateur de l'État de New York (Monsieur Jeremy Weinstein) afin de le remercier de ses efforts à la sauvegarde et la protection de l'environnement.
Le chanteur retourne en studio et travaille à la sortie d'un nouvel album qui paraît en octobre 1993, "River of Souls". Disque très engagé s'il en est un, Fogelberg nous parle ici de paix ("A Voice for Peace"), d'amour ("A Love Like This"), des Premières Nations ("Faces of America") et il va même jusqu'à dédier la très acerbe chanson "All There Is" à Donald Trump, ce milliardaire américain de l'immobilier qui deviendra, bien des années plus tard, président des États-Unis. La chanson "Magic Every Moment" qui ouvre l'album est aussi l'extrait officiel de celui-ci. Dès le CD lancé sur le marché, Dan repart de plus belle en tournée jusqu'à l'été 1995.
Maintenant au cœur de la quarantaine, le chanteur a le goût de ralentir ses activités afin de profiter un peu de la vie. Bien installé dans sa résidence du Colorado avec sa nouvelle conjointe Jean (Dan a entre-temps divorcé de sa deuxième épouse Anastasia), il s'achète une deuxième maison, cette fois dans le Maine, au bord de l'océan, pour pouvoir s'adonner plus facilement à son loisir préféré : la voile. Mais avant de s'absenter un moment, il publie encore un autre album en septembre 1995, qui s'intitule "No Resemblance Whatsoever" et pour lequel il retrouve la complicité de son ami, le flûtiste Tim Weisberg. L'album, plus intimiste et plus jazzy, contient les chansons "Sunlight" et "The Face of Love". Il quitte alors Epic Records, maison de disques à laquelle il était associé depuis 1974. Sans l'autorisation du chanteur, le label, devenu entre temps Sony Music, lance une série de compilations entre 1995 et 1998 dont "Love Songs" en 1996. Froissé par l'attitude de son ancien employeur, Dan Fogelberg en vient tout de même à une entente avec lui et il publie en juin 1997, avec l'accord de Sony, un superbe coffret de quatre CD intitulé "Portrait : The Music of Dan Fogelberg". Le coffret contient 64 chansons de l'artiste dont cinq nouveaux titres. Parmi ceux-ci : "Don't Lose Heart" et la chanson à thématique sociale et politique "Democracy" qui prouve une fois de plus que l'écriture de Dan n'a pas changé et qu'elle conserve les mêmes valeurs qu'autrefois aux yeux de l'artiste. Ces valeurs étant l'égalité, la fraternité et la liberté.

### Fin de carrière et fin de vie (1999-2007)
Enthousiasmé par l'idée de nouveaux projets, Dan Fogelberg retourne en studio pour l'enregistrement d'un nouvel album qui paraît à la fin de l'année 1999 sous étiquette "Morning Sky Productions" et qui porte le titre de "The First Christmas Morning". Le premier (et le seul) album de Noël de Fogelberg obtient de très bonnes critiques et regroupe quelques classiques se mêlant à diverses compositions celtiques du chanteur. Certains titres sont chantés, d'autres sont des pièces instrumentales et parmi celles-ci, l'on peut citer "Yule Dance" et "Feast of Fools", deux compositions de guitare médiévales. Toujours sous sa nouvelle maison de disques, il récidive dès l'an 2000 avec le CD "Live : Something Old New Borrowed and Some Blues" qui, comme en fait mention le titre de l'album, est un enregistrement public de plusieurs de ses succès et de quelques nouveaux titres. Il continue à se produire en concert un peu partout aux États-Unis jusqu'en 2003 où, la cinquantaine dépassée, il retrouve son studio afin de réaliser l'album, "Full Circle". Contenant onze nouvelles chansons dont "Whispers in the Wind", "When You're Not Near Me" et "Earth Anthem", le disque permet à Dan d'effectuer un retour chez les marchands de disques avec du nouveau matériel écrit par un homme qui a mûri mais qui a su garder les pieds sur terre. Un nouveau disque et une nouvelle tournée qu'il entreprend dès 2004 mais qu'il stoppe subitement car il est atteint d'un cancer. Il se retire du métier afin de se soigner. En 2005, son site officiel annonce qu'il est en bonne voie de guérison. Deux ans plus tard, le 16 décembre 2007, Dan Fogelberg perd son combat et s'éteint dans sa résidence du Maine à l'âge de 56 ans. Ce triste événement laisse comme un goût d'inachevé dans la carrière de celui que l'on a nommé à juste titre le "Roi du Soft Rock" auprès de ses confrères James Taylor et Neil Young ainsi que de la formation Fleetwood Mac. Fogelberg aura mené une carrière à la fois belle et discrète, à son image.

## Vie privée
Dan Fogelberg a été marié trois fois : d'abord à Maggie Slaymaker, une danseuse de Nashville (Tennessee), de 1982 à 1985; puis à Anastasia Savage, une infirmière et artiste de la Louisiane, de 1991 à 1995; et enfin à la musicienne Jean Marie Mayer, du 7 avril 2002 jusqu'à son décès, à la fin de l'année 2007.

## Discographie

### Albums
- 1972 : Home Free (Columbia)
- 1974 : Souvenirs (Full Moon/Epic-CBS)
- 1975 : Captured Angel (Full Moon/Epic-CBS)
- 1977 : Nether Lands (Full Moon/Epic-CBS)
- 1978 : Twin Sons of Different Mothers (Full Moon/Epic-CBS)
- 1979 : Phoenix  (Full Moon/Epic-CBS)
- 1981 : The Innocent Age (album double) (Full Moon/Epic-CBS)
- 1983 : Interchords (album double) (Full Moon/Epic-CBS)
- 1984 : Windows and Walls (Full Moon/Epic-CBS)
- 1985 : High Country Snows (Full Moon/Epic-CBS)
- 1987 : Exiles (Full Moon/Epic-CBS)
- 1990 : The Wild Places (Full Moon/Epic-CBS)
- 1993 : River of Souls (Full Moon/Epic-CBS)
- 1995 : No Resemblance Whatsoever (avec Tim Weisberg) (Giant Records-Warner)
- 1997 : Promises (Sony Music)
- 1998 : Run for the Roses (Sony Music, Europe seulement)
- 1999 : The First Christmas Morning (Morning Sky Productions)
- 2003 : Full Circle (Morning Sky Productions)
- 2006 : Wishing on the Moon (Sony/BMG)
- 2009 : Love In Time (Album posthume de matériel original, Full Moon/Universal Music Enterprises)

### Compilations
- 1982 : Greatest Hits (Compilation + deux nouveaux titres) (Full Moon/Epic-CBS)
- 1995 : Definitive Collection (Compilation) (Epic-Sony Music)
- 1996 : Love Songs (Sony Music)
- 1997 : Portrait : The Music of Dan Fogelberg (Coffret de 4 CD) (Epic-Sony Music)
- 1998 : Super Hits (Compilation) (Epic-Sony Music)
- 2001 : The Very Best of Dan Fogelberg (Compilation) (Epic/Legacy)
- 2003 : The Essential Dan Fogelberg (Compilation) (Epic/Legacy)
- 2005 : Collections (Compilation) (Sony/BMG)
- 2008 : Playlist: The Very Best of Dan Fogelberg (Sony/Legacy)
- 2016 : Dan Fogelberg - The Definitive Anthology (Real Gone Music)

### En concert
- 1991 : Dan Fogelberg Live : Greetings from the West (album double) (Full Moon/Epic-CBS)
- 2000 : Live : Something Old New Borrowed and Some Blues (Morning Sky Productions)
- 2009 : Live in Colorado 1977 (Album inédit) (Store for Music Ltd)
- 2017 : Live at Carnegie Hall (Album inédit, enregistré le 17 avril 1979 au Carnegie Hall) (Nether Lands Records)

### Simples - 45 tours
- 1969 : Don't Want to Lose Her / Maybe Time Will Let Me Forget (Ledger Records)
- 1970 : The Actress and the Artist (Century Records)
- 1971 : Hickory Grove (Century Records)
- 1972 : Anyway I Love You / Looking For a Lady (Columbia)
- 1974 : Part of the Plan / Song From Half Mountain (Full Moon/Epic-CBS)
- 1975 : Old Tennessee / Below The Surface / Next Time (Full Moon/Epic-CBS)
- 1977 : Love Gone By / Scarecrow's Dream / Promises Made / Sketches (Full Moon/Epic-CBS)
- 1978 : The Power of Gold / Tell Me to My Face / Hurtwood Alley / Lahaina Luna (Full Moon/Epic-CBS)
- 1979 : Longer / Along the Road / Beggar's Game / The Last To Know (Full Moon/Epic-CBS)
- 1980 : Heart Hotels / Gypsy Wind / Same Old Lang Syne (Full Moon/Epic-CBS)
- 1981 : Leader Of The Band / Times Like These / Hard to Say / Lost in the Sun (Full Moon/Epic-CBS)
- 1982 : Run for the Roses / Missing You / The Sand and the Foam (Full Moon/Epic-CBS)
- 1983 : Make Love Stay / Hearts and Crafts (Full Moon/Epic-CBS)
- 1984 : Believe In Me / Windows and Walls / The Language of Love / Sweet Magnolia and the Travelling Salesman (Full Moon/Epic-CBS)
- 1985 : Go Down Easy / High Country Snows / Down the Road / Mountain Pass (Full Moon/Epic-CBS)
- 1986 : Seeing You Again / Hearts in Decline (Full Moon/Epic-CBS)
- 1987 : Lonely in Love / Beyond the Edge / It Doesn't Matter / She Don't Look Back (Full Moon/Epic-CBS)
- 1988 : The Way It Must Be / What You're Doing (Full Moon/Epic-CBS)
- 1990 : Rhythm of the Rain / Ever On (Full Moon/Epic-CBS)
- 1993 : Magic Every Moment / A Love Like This (Full Moon/Epic-CBS)
- 2008 : Sometimes a Song (Premier extrait de l'album posthume)

Note : Les titres imprimés en italique sont ceux qui se sont positionnés dans le Top-100 du Billboard américain selon leur année de parution respective.

### Participations à d'autres albums
- 1978 : FM : Original Motion Picture Soundtrack (MCA Records)
- 1980 : Urban Cowboy : Original Motion Picture Soundtrack (Elektra/Wea)
- 1983 : Michael Brewer : Beauty Lies (Full Moon/Epic-CBS) (Fogelberg produit et réalise l'album de M. Brewer)
- 1998 : Songs You Know by Heart : Songs of Love (Sony Music)
- 2002 : Just the Hits, Singers & Songwriters, 100% Original Artists (Sony Music)
- 2003 : The Very Best of Singers & Songwriters (Time Life Records)